# Referensprojekt
Referensprojekt är ett begrepp som används framför allt i byggbranschen för att hänvisa till andra byggprojekt man genomfört eller varit involverade i tidigare för att ange sin kompetensnivå och stil. 
Ofta väljer byggföretag ut större, kända byggprojekt som sina referensprojekt som till exempel Turning Torso och Globen. Såväl små som större byggaktörer brukar ha referensprojekt på sina webbplatser samt hänvisa till dem i samband med att man lämnar nya offerter, anbud etc. 